# Eduard Alentorn

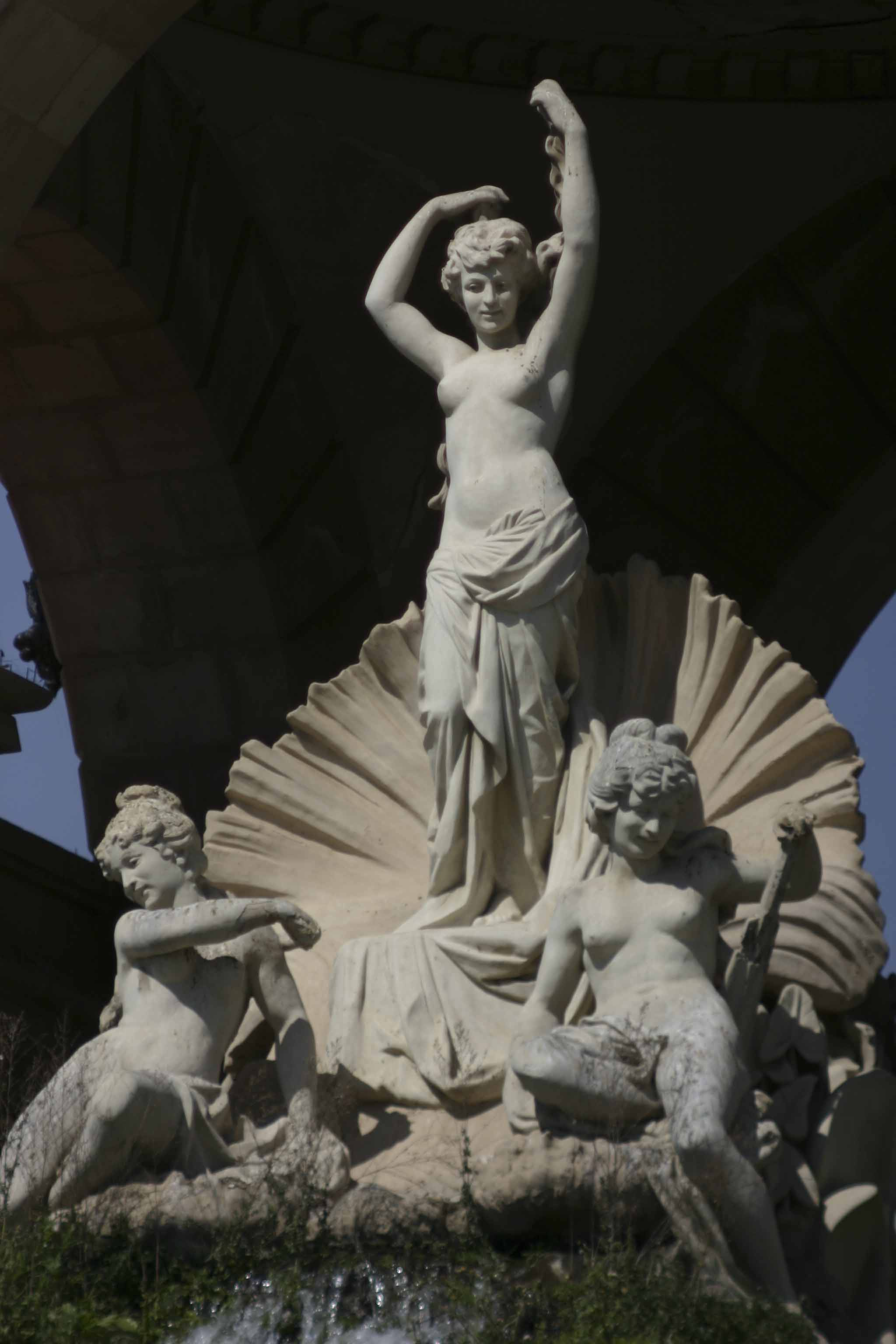
Die Venus des Wasserfalls im Park de la Ciutadella

Eduard Batiste Alentorn (* 5. Dezember 1855 in Falset; † 7. September 1920 in Manresa) war ein katalanischer Bildhauer des 19. Jahrhunderts.
Eduard Batiste Alentorn wurde am 5. Dezember 1855 in Falset geboren. Von klein auf interessierte er sich für die Bildhauerei; schon mit 14 Jahren war er als Student für klassische Zeichnung, Bildhauerei und Anatomiestudien in der Llotja (Katalanische Akademie der Künste) immatrikuliert und nahm bis 1874 an Kursen teil. Er war dort Schüler des Bildhauers Joan Roig i Solé, in dessen Atelier er bereits mit dreizehn Jahren begonnen hatte. Zwischen 1870 und 1877 arbeitete er zunächst als Schüler von Rafael Atché und danach vor allem mit Andreu Aleu, einem seiner Hauptmeister. Im Anschluss ging er bei den Brüdern Venanci Vallmitjana und Agapit Vallmitjana (Hauptmeister der eklektischen Bildhauerei in Katalonien) in die Lehre. Sie brachten ihn in Kontakt mit der zeitgenössischen Künstlerbewegung, indem sie ihm den Auftrag für die Venus des Wasserfalls im Parc de la Ciutadella übertrugen. Von 1879 bis 1881 ging er als Stipendiat nach Rom.
Nachdem die Brüder Vallmitjana die Ausführung des Projekts für die Venus (d. h. die Hauptgruppe für den großen Wasserfall des Parks) nicht mehr übernehmen wollten, beauftragte die Gestaltungskommission des Parks de la Ciutadella Alentorn mit der Fortführung des Projekts. Diese Skulptur sollte eines seiner Hauptwerke werden und brachte ihm allgemeine Anerkennung und Berühmtheit.
1881 nahm er in Madrid an der Nationalen Kunstausstellung Spaniens mit der Skulptur Der Verlorene Sohn teil, im selben Jahr, in dem er auch den Wettbewerb für das Ramon-Llull-Denkmal auf Mallorca gewinnen konnte. 1882 präsentierte er sich mit einem Wettbewerbsentwurf für das Juan-Prim-Denkmal in Barcelona. Auch wenn er in diesem Wettbewerb nur den dritten Platz belegen konnte, handelte es sich um eines der elaboriertesten Projekte seiner Künstlerlaufbahn und ebenso um das einzige Ritterdenkmal. Darüber hinaus hatte aber das gute Ergebnis bei der Venus im Park von 1882 seinen Bekanntheitsgrad derart gesteigert, dass der Erfolg ihm zu weiteren Aufträgen der Planungskommission des Parks verhalf, darunter die Sitzskulpturen von Félix de Azara und Jaume Salvador für das Portal des Museum Martorell (Alentorn hat die Bronzemedaille der Weltausstellung von 1888 für diese Skulpturen gewonnen), den Fuchs- und Storchbrunnen, einen Astrologen (verlorene Skulptur) und die zwei Rufallegorien für die beiden Kuppeln des Palais der Schönen Künste.
In dieser ersten Schaffensperiode entschied er sich aufgrund familiärer Probleme mit seinem Vater, nie mehr den Familiennamen seines Vaters und nur noch den seiner Mutter anzugeben. Der Vater hatte die Kinder schlecht behandelt, als sie noch klein waren, und war dann nach Kuba verschwunden. Viele Jahre später versuchte Alentorn, erneut Kontakt zu seinem Vater aufzunehmen, der ihm jedoch nie antwortete. So wurde seine Entscheidung gegen den Gebrauch des väterlichen Namens nochmals bestätigt.
1888 gestaltete er die Marineallegorie für das Güell-i-Ferrer-Denkmal und im selben Jahr fertigte er die Skulptur des Hauptmann Margarit und das Relief von Juan Perez für das große Kolumbus-Denkmal in Barcelona an. Die folgenden Jahre sollten besonders wichtig für Alentorn sein, so schuf er drei Skulpturen für die Fassade der Kathedrale von Barcelona (1890) und drei Reliefs mit Justizallegorien und vier Skulpturen berühmter katalanischer Rechtsgelehrter für den Justizpalast von Barcelona (1894–96).
1900 folgten die Skulptur der heiligen Eulàlia (heute im Pla de la Boqueria neben der Oper) und ein Relief mit der Darstellung der Marienkrönung für das Tympanon von Santa Maria de Vilafranca del Penedès. 1904 schuf Alentorn sein wohl bekanntestes Werk: das „Vara-de-Rey-Denkmal“ in Ibiza. Dieses Denkmal wurde im selben Jahr von dem damaligen König Spaniens, Alfonso XIII, eingeweiht, der sehr zufrieden mit der Ausführung war. Noch im selben Jahr präsentierte er sich mit einem Projekt im Wettbewerb für das „San-Martín-Denkmal“ in Peru und nahm an weiteren Wettbewerben teil. 1906 begann er dann mit den Arbeiten für das Zimborium an der Kathedrale von Barcelona, für das er acht Engel, die das Zimborium umgeben, und die kolossale Skulptur der heiligen Elena auf der Spitze des Zimboriums (1910 fertiggestellt) ausführte. Im selben Jahr fertigte er auch die Allegorie der Religion für das Malagrida-Pantheon auf dem Friedhof von Montjuïc und ein Kruzifix für die Krypta der Girona-Kapelle in der Kathedrale an. 1915 arbeitete er an drei Brunnen im öffentlichen Raum für den Stadtrat von Barcelona: dem Schildkrötenbrunnen, dem Brunnen mit dem schwarzen Jungen und dem Bäuerinnenbrunnen.
Sein letztes Werk ist die Büste von Ferran Alsina (heute im Museu de la Ciència i de la Tècnica de Catalunya in Terrassa) für das Mentora Alsina Museum im Tibidabo. Alentorn starb am 7. September 1920 in Manresa, wo er an einem nicht fertiggestellten Denkmal für die Stadt arbeitete.
Alentorn war ein Bildhauer, der viel und konstant gearbeitet hat, dessen Arbeit heute aber wenig gewürdigt und fast vergessen ist, da er bisher kaum studiert wurde und somit wenig über ihn bekannt ist. Trotzdem war er zu seiner Zeit einer der berühmtesten Bildhauer in Katalonien und hat sich bei seinem produktiven Schaffen geschickt an den Zeitgeschmack angepasst. Dies bezeugen viele Aufträge von hohen Persönlichkeiten der Zeit: Francesc de Paula Rius i Taulet (ehemaliger Bürgermeister von Barcelona), Manuel Girona, Peris Mencheta, Malagrida, Eusebi Güell… Nach seinem Tod hat die Presse viel über ihn geschrieben, was wiederum seine wichtige gesellschaftliche Rolle belegt. Trotz allem hat das Interesse an seiner Person stark nachgelassen, sodass er heute als Bildhauer zweiter oder dritter Reihe angesehen wird, obwohl das keineswegs mit der wirklichen künstlerischen Bedeutung seiner Zeit übereinstimmt. Schon die zeitgenössischen Blätter beschrieben ihn als stets arbeitend, obwohl es ihm dabei scheinbar weniger um Erfolg als vielmehr um das persönliche Schaffen ging. Selbst Freunde von ihm wussten wenig über sein Bildhauerleben. Seine Zurückhaltung mag auch ein Grund für die heutzutage schwierige Quellenlage sein, blieb doch außer den Zeitungsberichten nach seinem Tod wenig Information über sein Leben.
Auch wenn der Lauf der Zeit Alentorn in den wichtigen Studien zur Kunst des 19. Jahrhunderts an den Rand verweist, heißt das nur, dass man heute zu wenig über sein Wirken informiert ist, auch wenn er einer der wichtigsten und produktivsten Künstler Barcelonas um die Jahrhundertwende gewesen ist.

## Werke

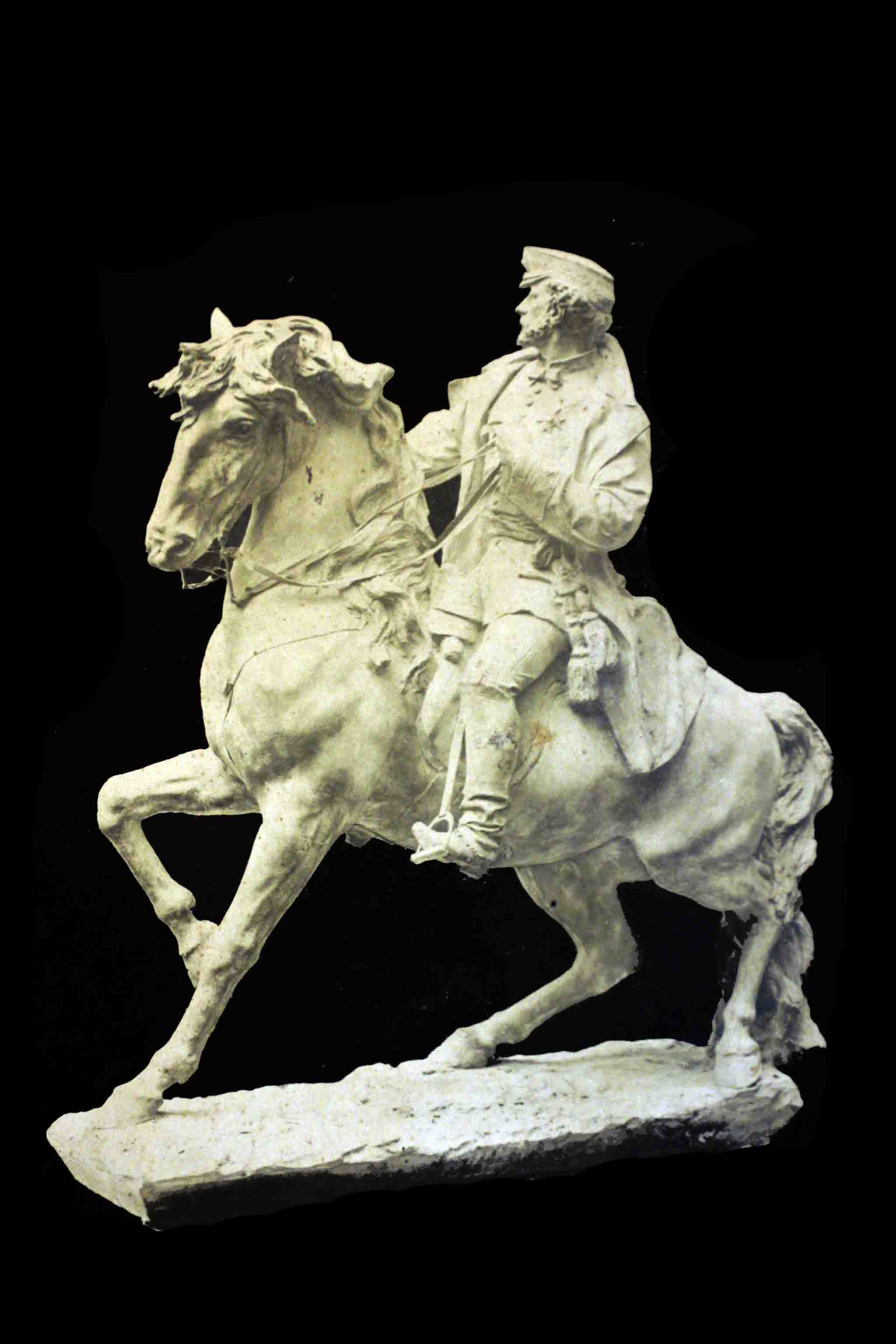
Projekt für das Juan-Prim-Denkmal in Barcelona

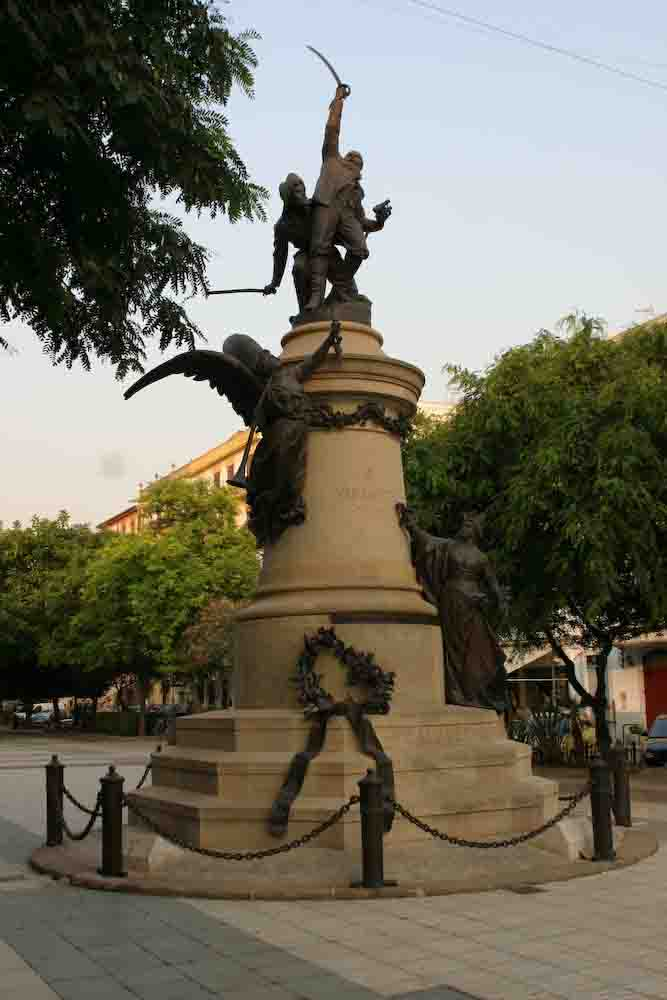
Vara-de-Rey-Denkmal, Ibiza

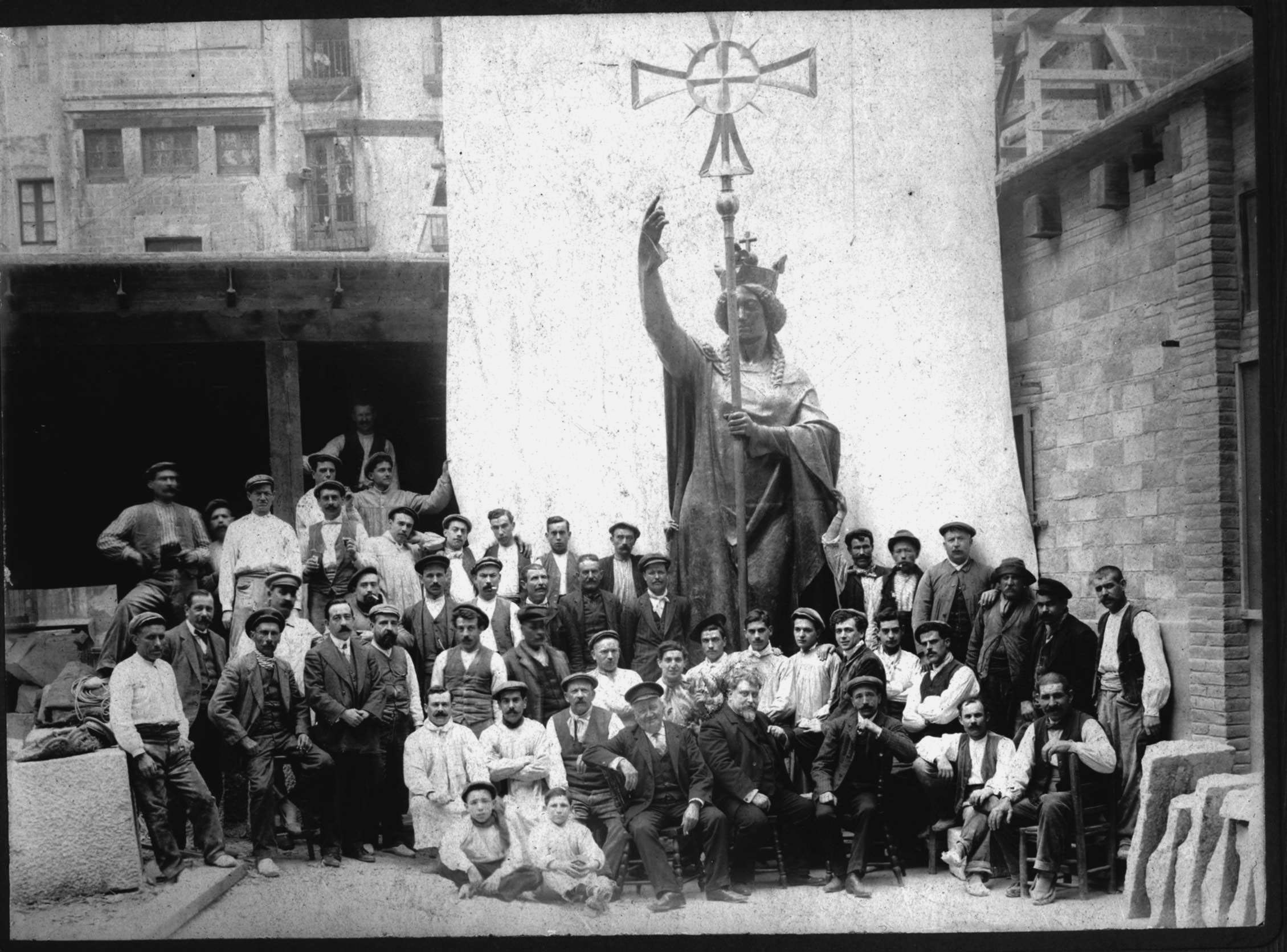
Heilige Elena und Alentorn

- Venus, Großer Wasserfall im Park de la Ciutadella, 1882
- Projekt für das Juan-Prim-Denkmal, 1882
- Tetramorf an der Fassade der Sagrat-Cor-Kirche im Carrer Casp, 1883–85
- Fuchs- und Storchenbrunnen, Park de la Ciutadella, 1884
- Felix de Azara i Perera, Museum Martorell, Ciutadella, 1884
- Jaume Salvador i Pedrol, Museum Martorell, Ciutadella, 1886
- Hauptmann Margarit, Kolumbus-Denkmal, 1888
- Relief von Juan Pérez, Kolumbus-Denkmal, 1888
- Rufallegorien im Palais der Schönen Künste, 1888 (heute zerstört)
- Allegorie der Seefahrt, Güell-i-Ferrer-Denkmal, 1888 (heute zerstört)
- Heilige Maria dels Socors, Hl. Ramon de Penyafort und Hl. Josep Oriol, Fassade von Kathedrale, 1890
- Drei Reliefs und vier Skulpturen für den Justizpalast von Barcelona, 1894–96
- Heilige Eulàlia, Pla de la Boqueria, 1900
- Krönung Mariens, Basilika der Heiligen Maria von Vilafranca del Penedès, 1903–05
- Vara-de-Rey-Denkmal, Ibiza, 1904
- Acht Engel für das Zimborium der Kathedrale, Barcelona, 1906–08
- Heilige Elena auf dem Zimborium der Kathedrale, Barcelona, 1910
- Allegorie der Religion, Mausoleum Malagrida, Friedhof von Montjuïc, 1910
- Gekreuzigter Christus, Krypta der Kapelle von Manuel Girona im Kreuzgang der Kathedrale, 1910
- Schildkrötenbrunnen, Plaça Sepulveda, 1915
- Brunnen mit schwarzem Jungen, Diagonal amb Bruc, 1915
- Bäuerinnenbrunnen, Plaça Letamendi, 1915
- Ferran-Alsina-Büste, MNACTEC, Terrassa, 1917

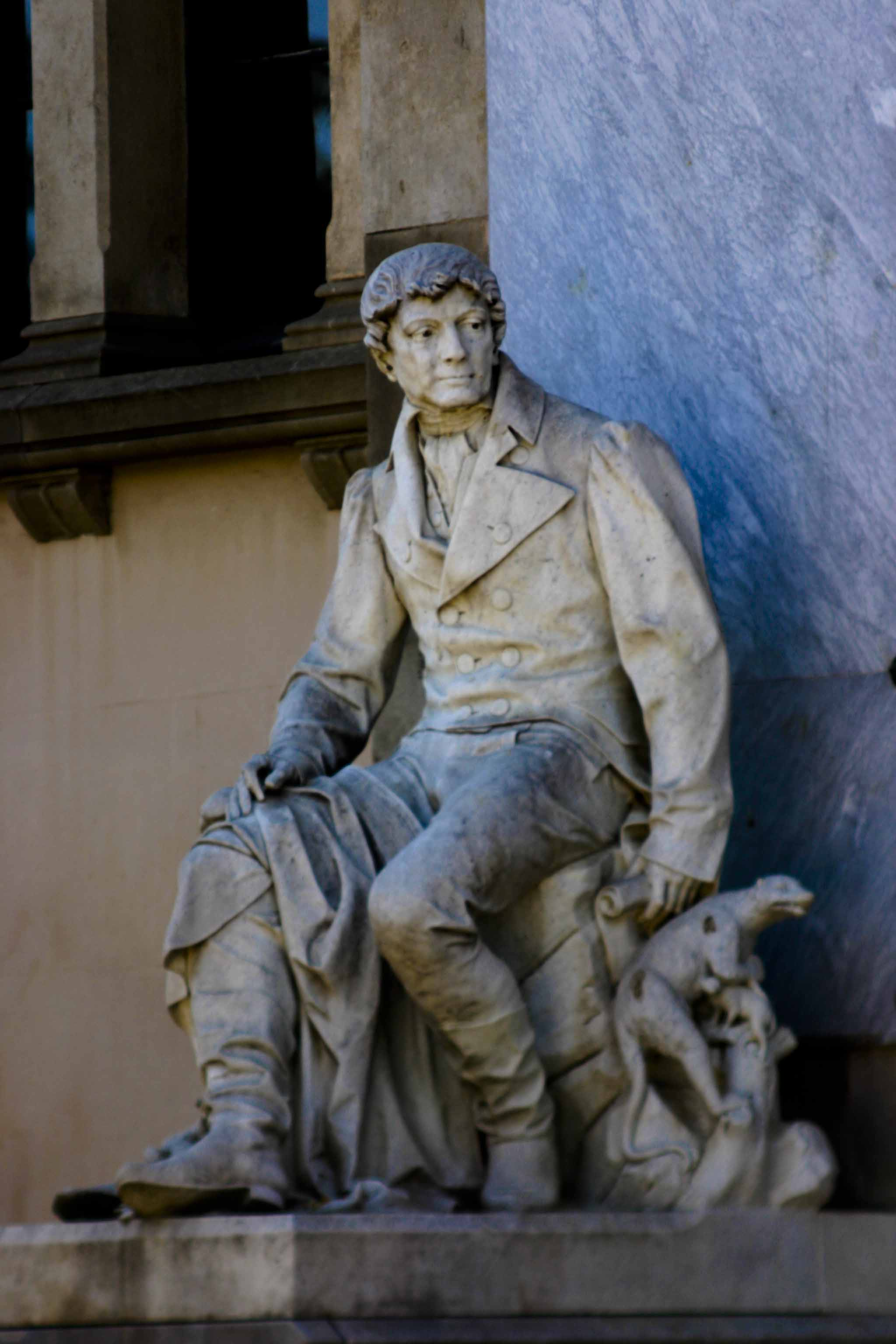
Felix de Azara, Museum Martorell, Park de la Ciutadella
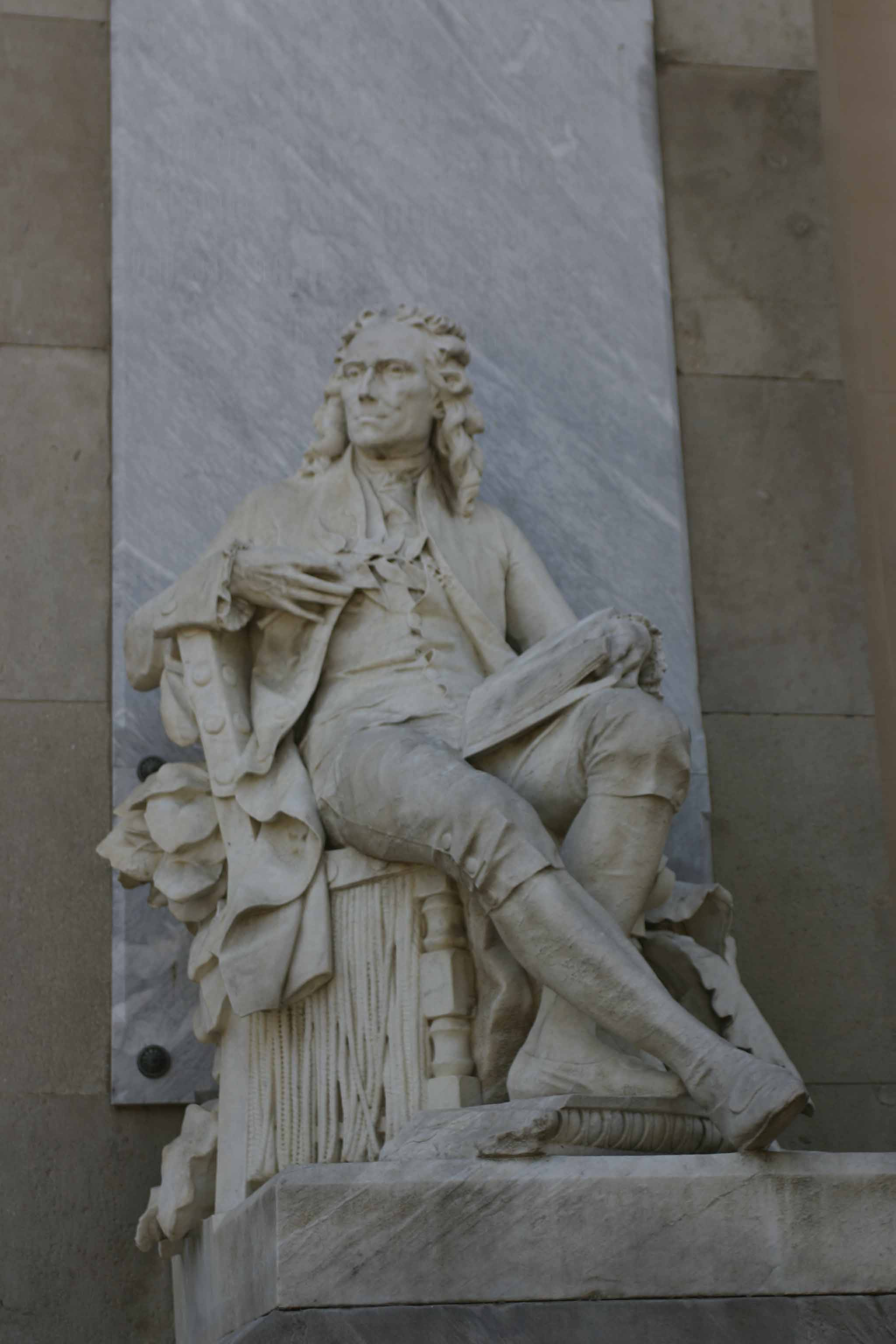
Jaume Salvador, Museum Martorell, Park de la Ciutadella
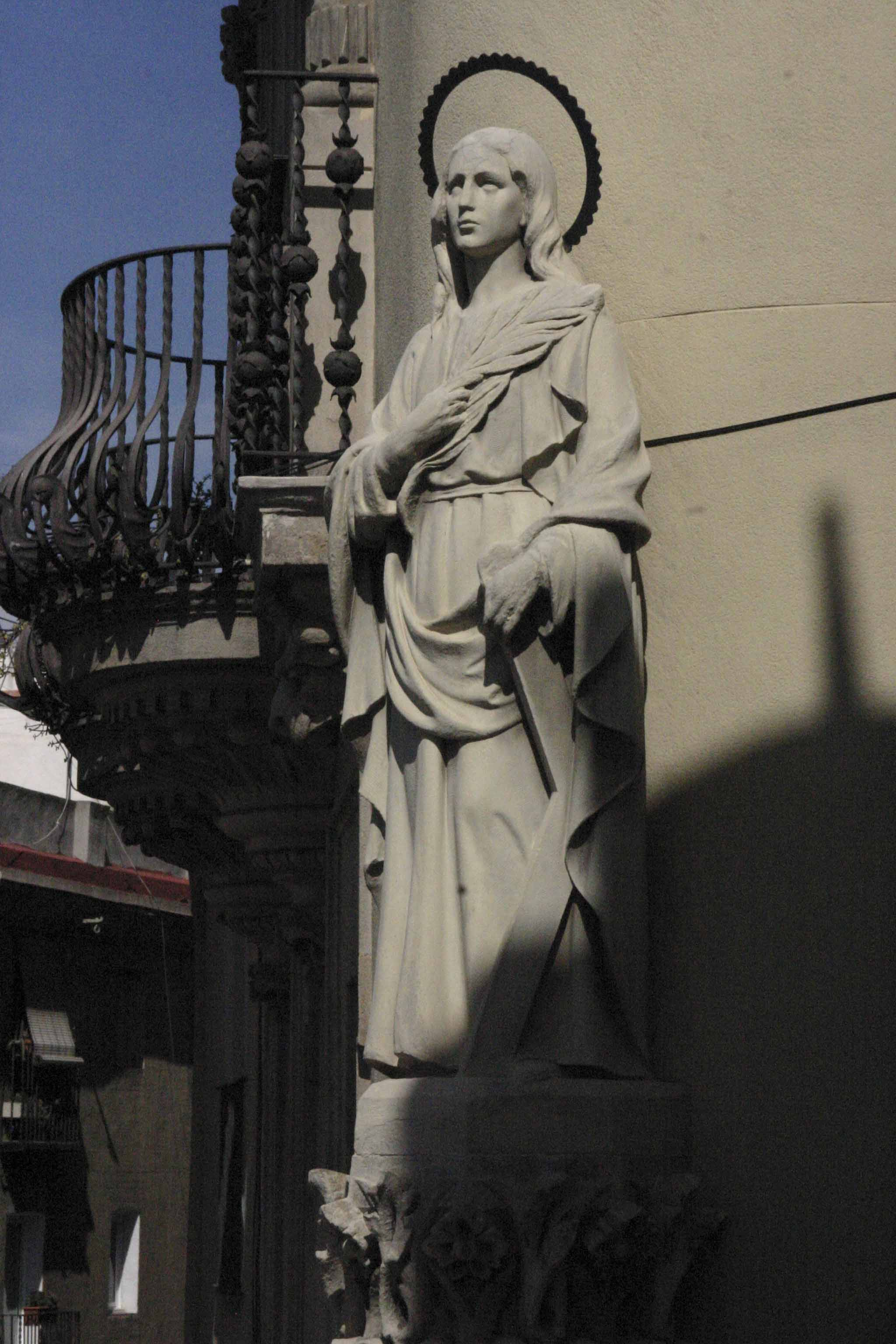
Heilige Eulalia, Pla de la Boqueria, Ramblas, Barcelona
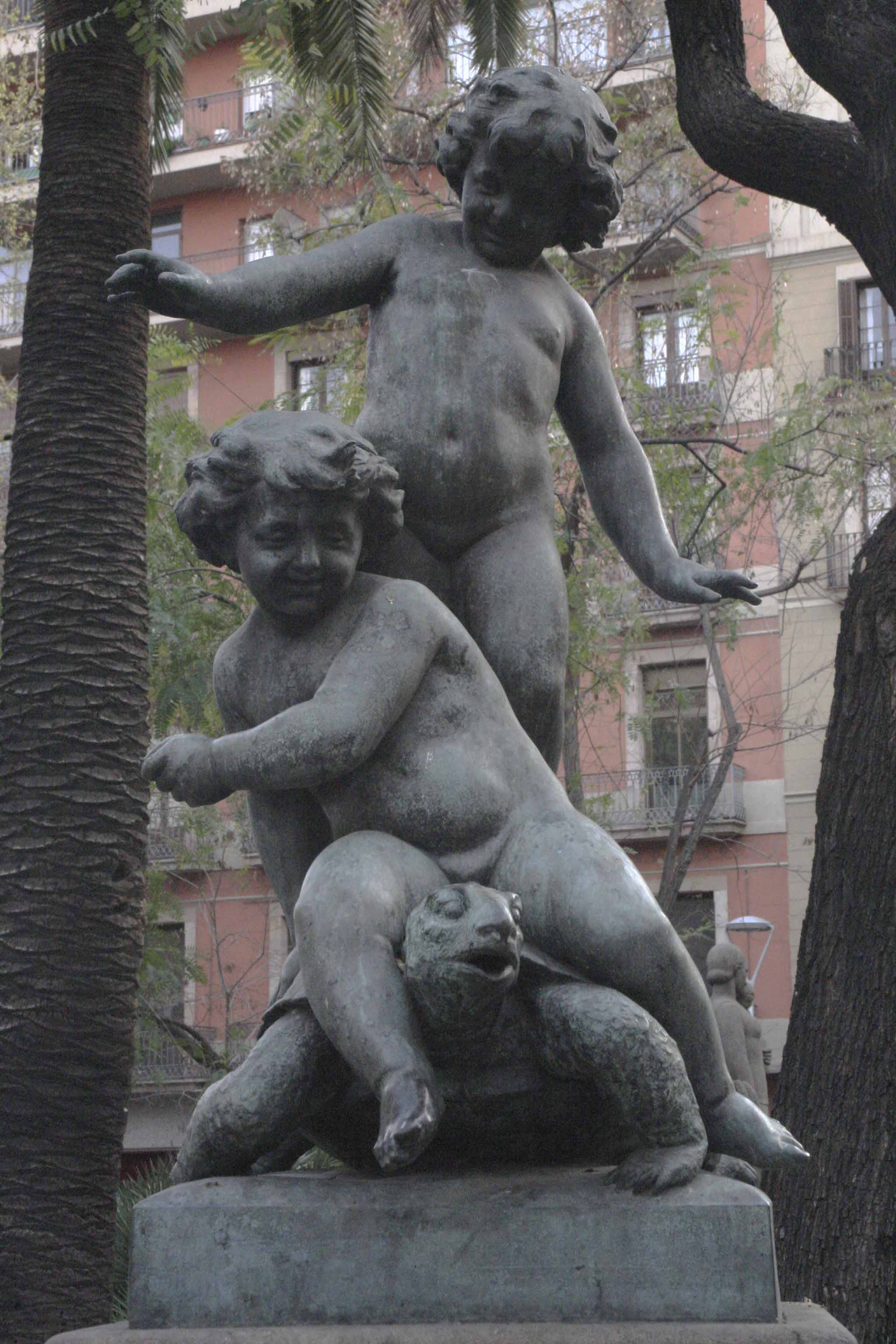
Schildkrötenbrunnen, Plaza Goya, Barcelona
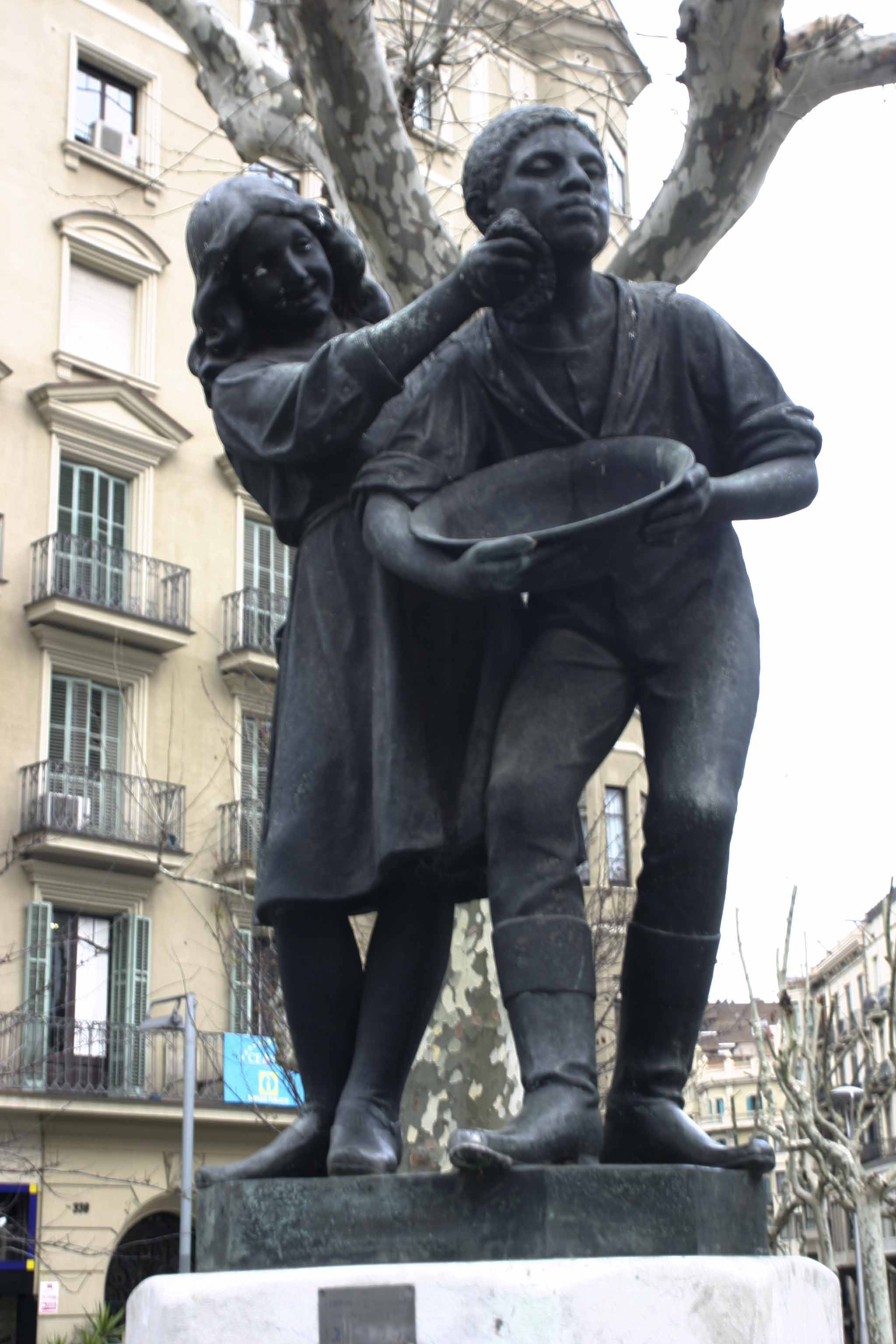
Brunnen mit schwarzem Jungen, Diagonal, Barcelona
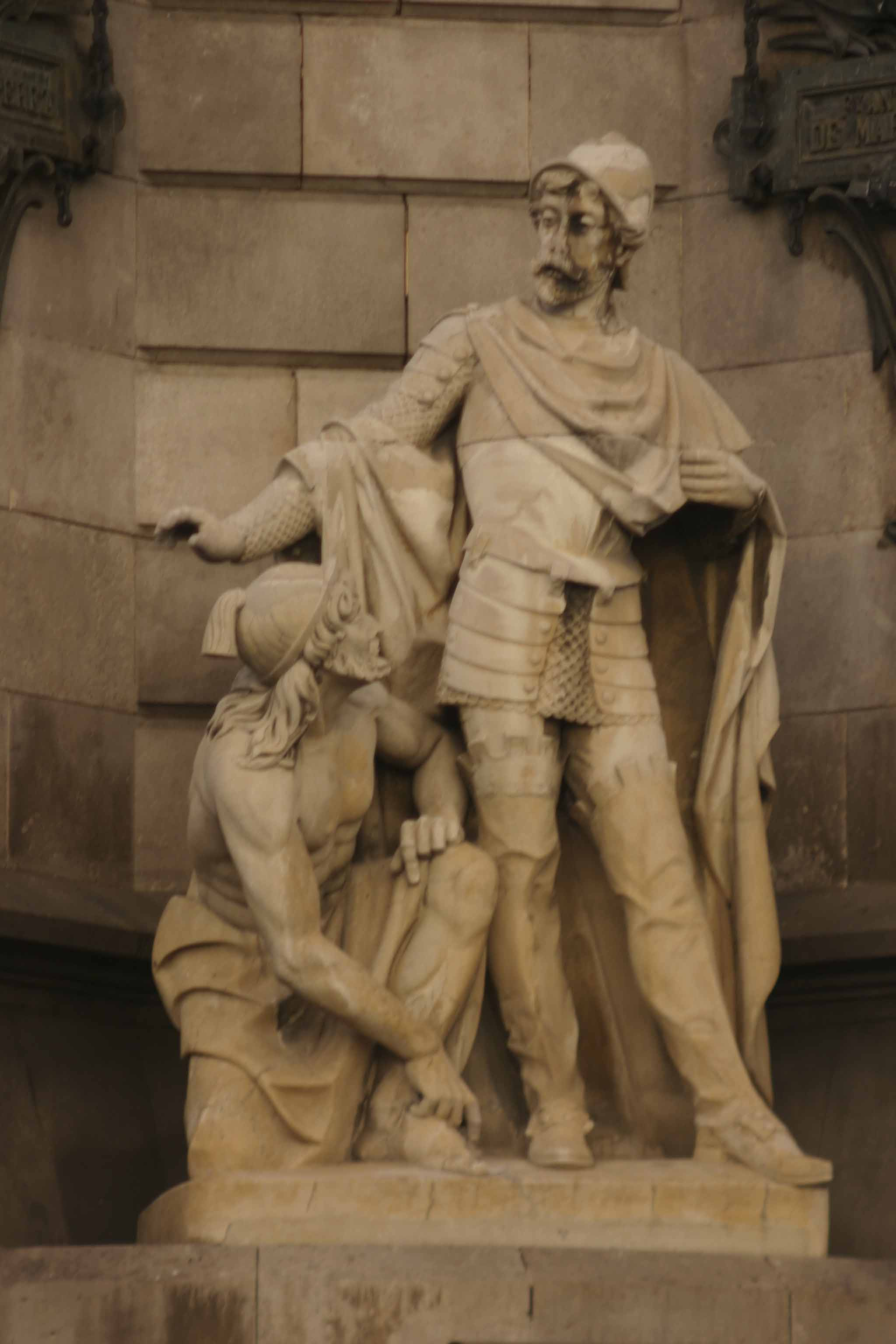
Hauptmann Margarit, Kolumbus-Denkmal, Barcelona
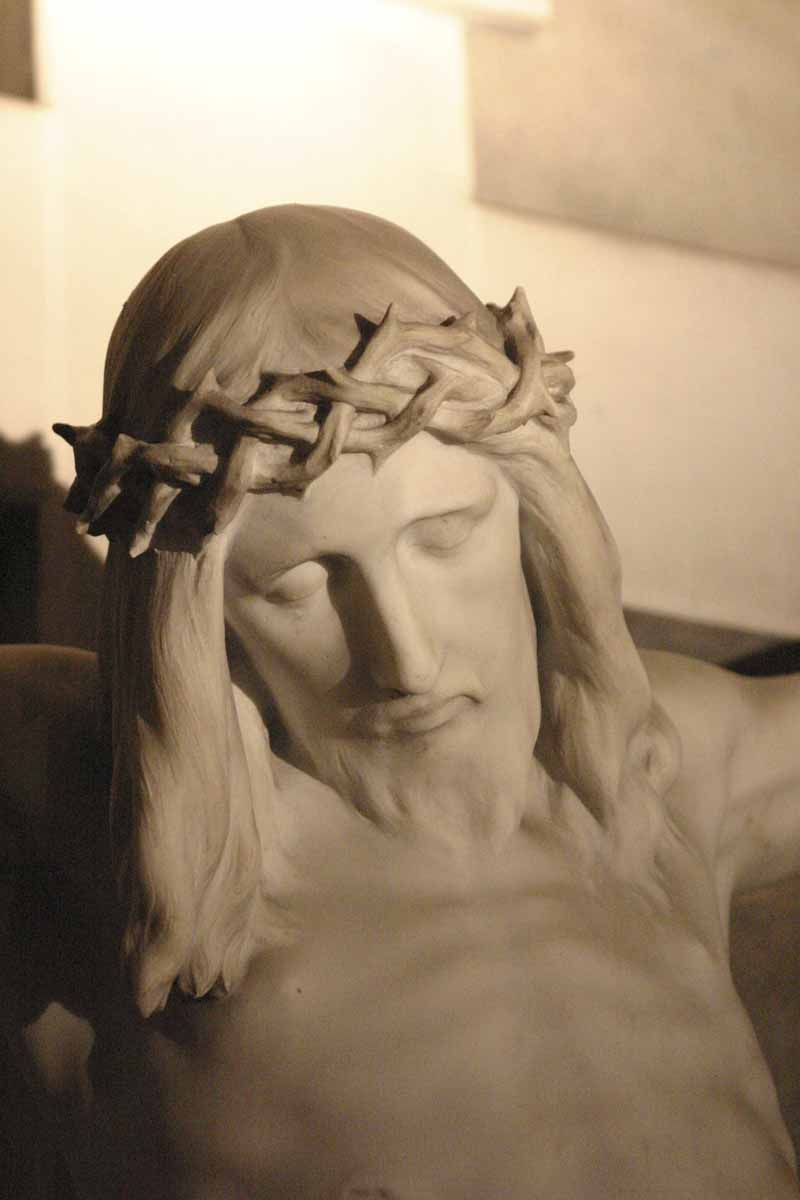
Christus am Kreuz, Girona-Kapelle im Kreuzgang, Kathedrale, Barcelona
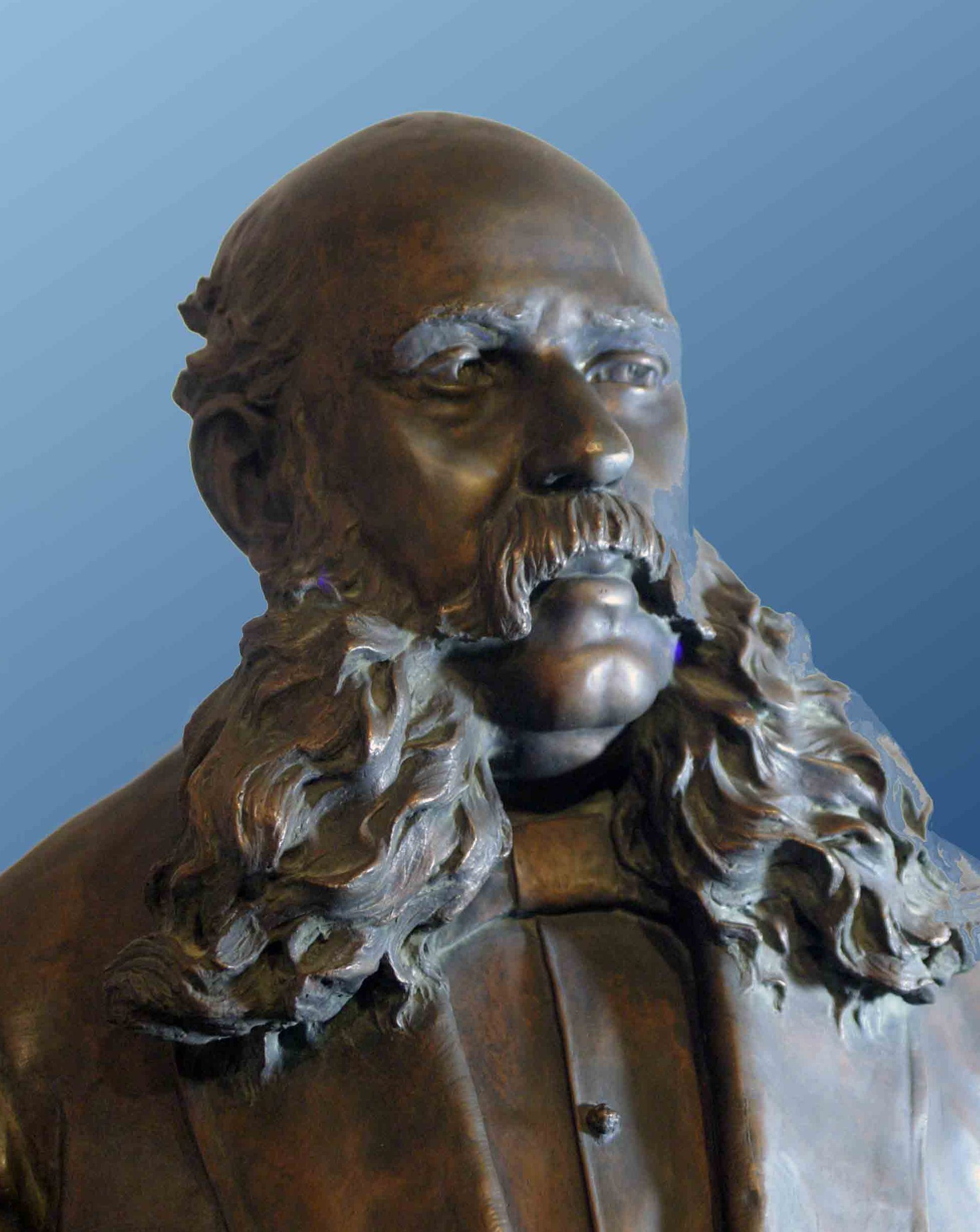
Büste von Rius i Taulet, Bürgermeister von Barcelona
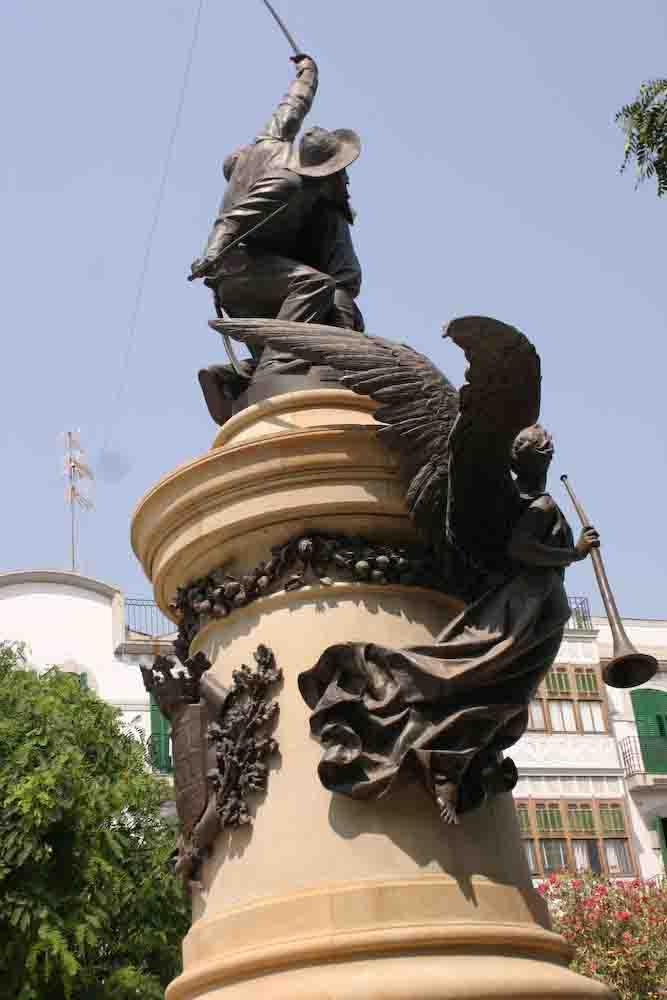
Vara-de-Rey-Denkmal, Ibiza
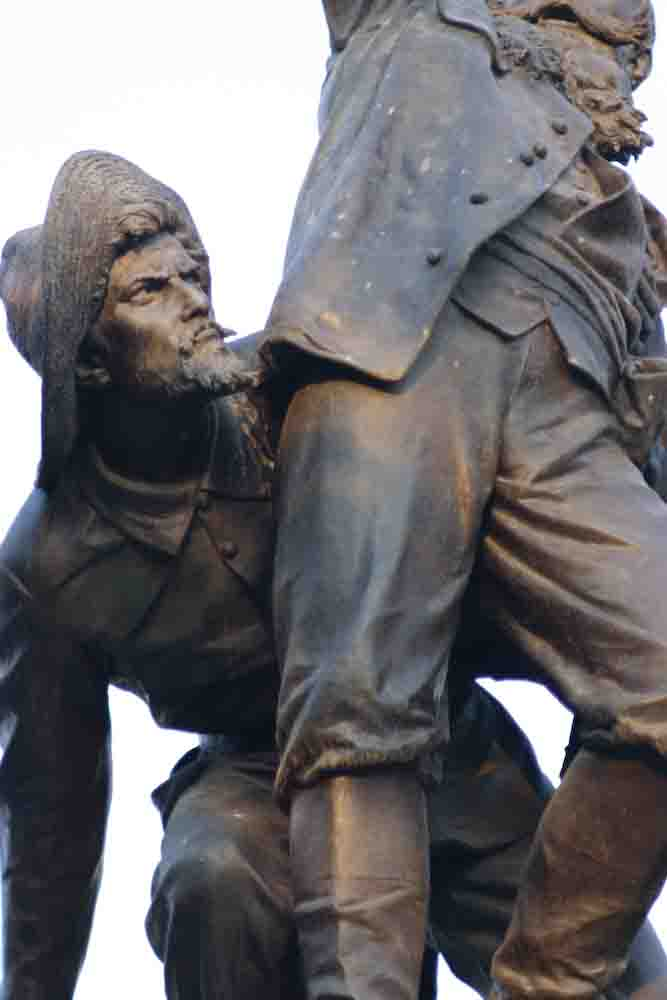
Vara-de-Rey-Denkmal, Detail